# 悪魔と俺
『悪魔と俺』 （あくまとおれ）は、吉川英朗による日本の漫画作品。

## 概要
悪魔の女の子シフォンと彼女に勝手に身体を改造されてしまった青年・健太郎によるドタバタラブコメディ漫画。作品全般を通じて性的に過激な描写が多用されているのが特徴であるが、初出は全年齢対象のウェブコミック配信サイトである『ガンガンONLINE』であり、成年コミックの指定は受けていなかった 。
本作品は、2008年（平成20年）10月22日、スクウェア・エニックスのコミック配信サイト『ガンガンONLINE』で読み切りとして掲載され、以後、2009年（平成21年）6月までに全3話が不定期掲載された。同年7月22日、同社より単行本が『悪魔と俺 汁だく』の表題で刊行される予定であったが、発売直前に刊行中止が発表され、同時に『ガンガンONLINE』の掲載作品リストからも削除された。その理由については諸説有るが、スクウェア・エニックス側では「諸般の事情」とするのみで詳細は明らかにされていない。その際、事前に刷り上がっていた献本を作者から回収する措置が取られたことや発売中止に伴う補償が行われないことも作者のブログで述べられている。
その後、メディアファクトリーからの申し出があり、約2カ月後の9月23日、大幅に描き下ろしを加えた単行本が、『悪魔と俺 特盛り』の表題で「MFコミックス」レーベルにて発売された。
この件によりスクエニでの連載は2度とないとされていたが、2018年に「魔王と俺の叛逆記」の連載がマンガUP!で開始され、およそ9年の時を経てスクエニと"和解"した。

## あらすじ
ある日、倉科健太郎は、路地裏でチンピラにからまれている美少女シフォンを助けた。しかし、シフォンの正体は、人間界を征服するためにやってきた悪魔の末裔だったのだ。悪魔の掟では、人間との深い関わりは厳しく禁じられており、掟を破って接触した人間は殺さなければならない。悪魔の掟にのっとり、健太郎は、突如現れたシフォンの従者に殺されそうになるが、シフォンの「健太郎は、人間界征服のための駒として改造する素材」「ゆえにシフォンの所有物であり、悪魔の掟に抵触しない」という咄嗟の思いつきのおかげで、命だけは救われた。しかし、健太郎は、拉致監禁されたうえ、勝手に改造手術を施される。彼は、人助けのつもりが、とんでもない結果になったと嘆くのだった。最強の改造人間となった健太郎と悪魔少女シフォンのドタバタラブコメディ。

## 登場人物
倉科健太郎（くらしな けんたろう）
主人公。シフォンと出会った事がきっかけで「改造人間ケンタロー」にされてしまう。変身リングを装着して「変身」と叫ぶ事によって強化肉体へと変身できる。変身後は容姿こそ髪が伸びて顔や体に模様が浮かび上がる以外は元の姿と大差ないが、シフォンの改造生物数十体を一人で倒せるほどの絶大な戦闘能力を有す。極度のメイドマニアであり、ベッドの下にはたくさんの秘蔵本を隠し持っている。また、シフォンよりもメイド服が似合いそうなリリーと結婚しようとしたこともある。
同じ吉川英朗作の『かみのみっ』にも出演している。
シフォン・バーンシュタイン
ヒロイン。悪魔だが容姿は赤い羽がある以外はは人間と変わりない。少々間の抜けた性格。路地裏で不良に絡まれている所をケンタローに助けられる。しかし「悪魔の掟」では人間と悪魔の交流は禁じられており、彼をかばう為自分の「所有物」「ペット」とした。彼女自身はそれを本気にし、その後勢いに乗って健太郎を拉致し、身体を改造した。自身の所有する改造生物（改造悪魔）の反逆・暴走によって全裸にさせられたりと毎回エロい目に遭う。巨乳。ケンタローから「かわいい」と言われたことがきっかけで彼に好意を抱くようになるが、あくまで「人間世界征服のためには最高傑作であるケンタローの力が必要だから」との名目で彼の家に居つき、自身の改造生物を使ってケンタローを屈服させようとするが、毎回暴走して凌辱されケンタローに助けられる毎日を繰り返す。その様から健太郎やリリーからは「恒例の自爆ポルノ」とまで言われている。あまりに同じ失敗を繰り返すため、ケンタロー及びリリーからは「M」と認識されている。『かみのみっ』にも出演している。
リリー・バーンシュタイン
シフォンの姉。妹同様悪魔で容姿も羽がある以外は人間と同じ。しばしばケンタローにアプローチを仕掛けるが、シフォンとケンタローの仲を進展させるためなのか、それともケンタローに好意があるためなのかは不明。シフォンと違って冷静沈着な性格であるが、意外なところで詰めを誤り登場のたびにシフォンの改造悪魔の暴走に遭い、アナルを性感帯に開発される。貧乳。『かみのみっ』にも出演しているが、そちらでは本作のようなドジな面は一切見せず、魔界最大勢力の当主としての威厳を崩さない。
セバスチャン
バーンシュタイン家に仕える執事。悪魔。筋骨隆々の大男で、タキシードを着ている。シフォンやリリーとは対照的に非常に悪魔らしい風貌をしている。黒髪で、頭の左右には上向きの角が生える。人間よりパワーはあるが、変身したケンタローの敵ではなかった。
エドワード
セバスチャンとともに、バーンシュタイン家に仕える執事。悪魔。筋骨隆々の大男で、タキシードを着ている。セバスチャンと同様の風貌だが、髪の色が異なり、頭の左右の角が下向きなどの違いがある。人間よりパワーはあるが、変身したケンタローに一蹴された。
タコール男爵
シフォンがケンタロー捕獲のために繰り出した捕獲用改造生物。見た目は葉巻をくわえたタコ。ケンタローから一撃の元に倒され、その衝撃で暴走。ケンタローの危惧どおりシフォンに触手責めを行う。『かみのみっ』にも出演している。
スライム軍曹
ケンタローに迫るリリーを魔界に送り返すために呼び出した改造生物。シフォンの改造生物としては唯一暴走せずリリーを捕らえる事に成功するが、お仕置きのためにリリーを辱めようとしたところ、対象を指定しなかったためにシフォンにも襲い掛かり、一緒になって凌辱されることとなる。

## 書誌情報
単行本は、全1巻完結。なお、単行本に収録されていない「悪魔と俺特盛り 出張版」については、『かみのみっ』第1巻に収録されている。
- 吉川英朗 『悪魔と俺 特盛り』 メディアファクトリー〈MFコミックス〉、2009年9月30日初版第一刷発行（2009年9月23日発売[3]）、ISBN 978-4-8401-2921-3
  - 本編は、「Scene1 邂逅！ 悪魔と俺！」（『ガンガンONLINE』2008年10月22日初出）、「Scene2 来襲！ 悪魔の姉！」（『ガンガンONLINE』2009年2月19日初出）、「Scene3 決着！？ 悪魔と俺！」（『ガンガンONLINE』2009年6月11日初出）、「Scene4 突撃！ となりの悪魔界！」（描き下ろし）の全4話で構成されている。
  - 巻末に短編漫画「おまけ」、「おまけ その2」、作者によるあとがき「悪魔とあとがき」収録。
- 吉川英朗 『かみのみっ』 メディアファクトリー〈MFコミックス〉、全3巻
  1. 2010年3月31日初版第一刷発行（2010年3月23日発売[4]）、ISBN 978-4-8401-2997-8
  2. 2010年11月30日初版第一刷発行（2010年11月22日発売[5]）、ISBN 978-4-8401-3710-2
  3. 2011年4月30日初版第一刷発行（2011年4月23日発売[6]）、ISBN 978-4-8401-3790-4

  - 1巻には『月刊コミックアライブ』2009年11月号に掲載された「悪魔と俺特盛り 出張版」が収録されている。